# Anemone robusta
Anemone robusta är en ranunkelväxtart som beskrevs av Wen Tsai Wang. Anemone robusta ingår i släktet sippor, och familjen ranunkelväxter. Inga underarter finns listade i Catalogue of Life.